# Biroul de Credit
Biroul de Credit este o instituție esențială în cadrul sistemului financiar național, având rolul de a colecta, gestiona și furniza informații privind istoricul de credit al persoanelor fizice și juridice. Această entitate acționează ca un depozitar central de date financiare, primind informații detaliate de la diverse instituții financiare, inclusiv bănci, societăți de leasing și instituții financiare nebancare. Informațiile colectate includ detalii despre creditele acordate, suma împrumutată, termenele de rambursare, precum și eventualele întârzieri sau neplăți înregistrate.
Societatea elaborează rapoarte de credit despre riscul de credit asociat fiecărui solicintant pe care le furnizează instituțiilor financiare interesate pentru a lua decizia cu privire la acordarea de noi credite. De asemenea calculează și furnizează scoruri de credit, indicatori numerici care reflectă riscul de credit asociat unei persoane sau entități. Aceste scoruri sunt esențiale pentru instituțiile financiare în procesul de evaluare a solvabilității și comportamentului financiar al clienților lor.

## Istoric
A fost creat de băncile comerciale în anul 2004, pentru a colecta informații privind piața creditelor acordate clienților persoane fizice. Într-o primă etapă, Biroul a colectat numai informații negative privind debitorii (restanțe acumulate la rambursarea creditelor, furnizarea de informații false sau infracțiuni săvârșite în relația cu o bancă). Din 2005 a devenit disponibilă și opțiunea de participare cu informații pozitive (date despre creditele contractate de fiecare client), însă băncile nu s-au grăbit să implementeze acest serviciu, datorită complexității tehnice a procesului.
Potrivit bazelor de date ale Biroului de Credit, numărul persoanelor care s-au îndatorat în perioada 2003 - 2007 este de 4,8 milioane. Numărul creditelor contractate de români este mult mai mare: 8,3 milioane de împrumuturi.
În anul 2008, în sistemul Biroului de Credit participau 30 de bănci comerciale, nouă societăți de credit de consum și două societăți de leasing.
În anul 2009, instituția avea în baza de date istoricul de plată a 5,7 de milioane de români, aproape un sfert din populația României.
Biroul de Credit este, de asemenea, membru al Asociației Europene a Birourilor de Credit (ACCIS).

## Acționari
1. Banca Comercială Română
2. BRD - Groupe Société Générale
3. Raiffeisen Bank România
4. Banca Transilvania
5. UniCredit Bank România
6. CEC Bank
7. ING Bank N.V. Amsterdam - Sucursala București
8. First Bank (România)
9. Credit Europe Bank România
10. Exim Banca Românească
11. ProCredit Bank România
12. Intesa Sanpaolo Bank România
13. Patria Bank
14. Libra Internet Bank
15. Vista Bank (România)
16. Garanti Bank România
17. Salt Bank